# Esperanza kommun, Mexiko
Esperanza är en kommun i Mexiko.   Den ligger i delstaten Puebla, i den sydöstra delen av landet, 190 km öster om huvudstaden Mexico City. Arean är 79 kvadratkilometer.
Terrängen i Esperanza är kuperad österut, men västerut är den platt.
Följande samhällen finns i Esperanza:
- San José Esperanza
- San José Cuyachapa
- Otilio Montaño
- San Antonio de Abajo
- Boca del Monte
- Guadalupe Potreros
- Ahuatepec de la Presa
- Benito Juárez
- San Manuel la Puerta